# Tumulus de Penteville
Le tumulus de Penteville est un site funéraire gallo-romain du IIe siècle situé à Saint-Géry (Chastre), dans la province du Brabant wallon, en Belgique. Il se trouve au carrefour dit de "la Gate", entre la rue Try des Rudes et la chaussée romaine.

## Description

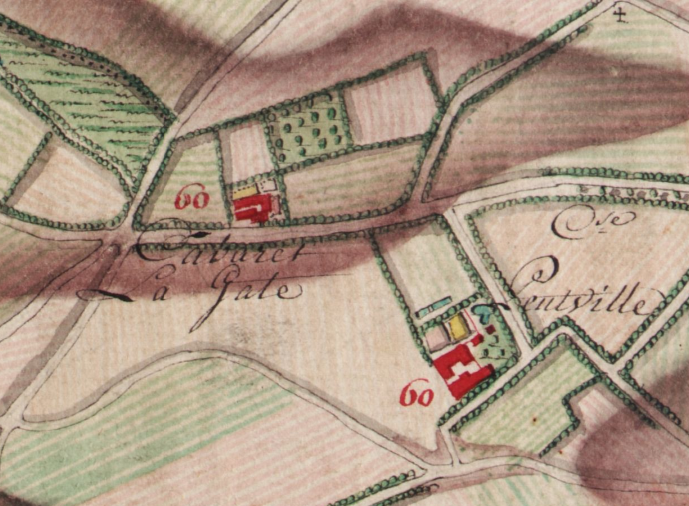
Le tumulus de Penteville au carrefour dit de "la Gate" (carte de Ferraris)

Le tertre de Penteville a été nivelé.

## Conservation
Les 72 objets que contenait le tumulus sont conservés au musée archéologique de Namur.
Ces objets ont été classés le 16 janvier 2012.

## Galerie

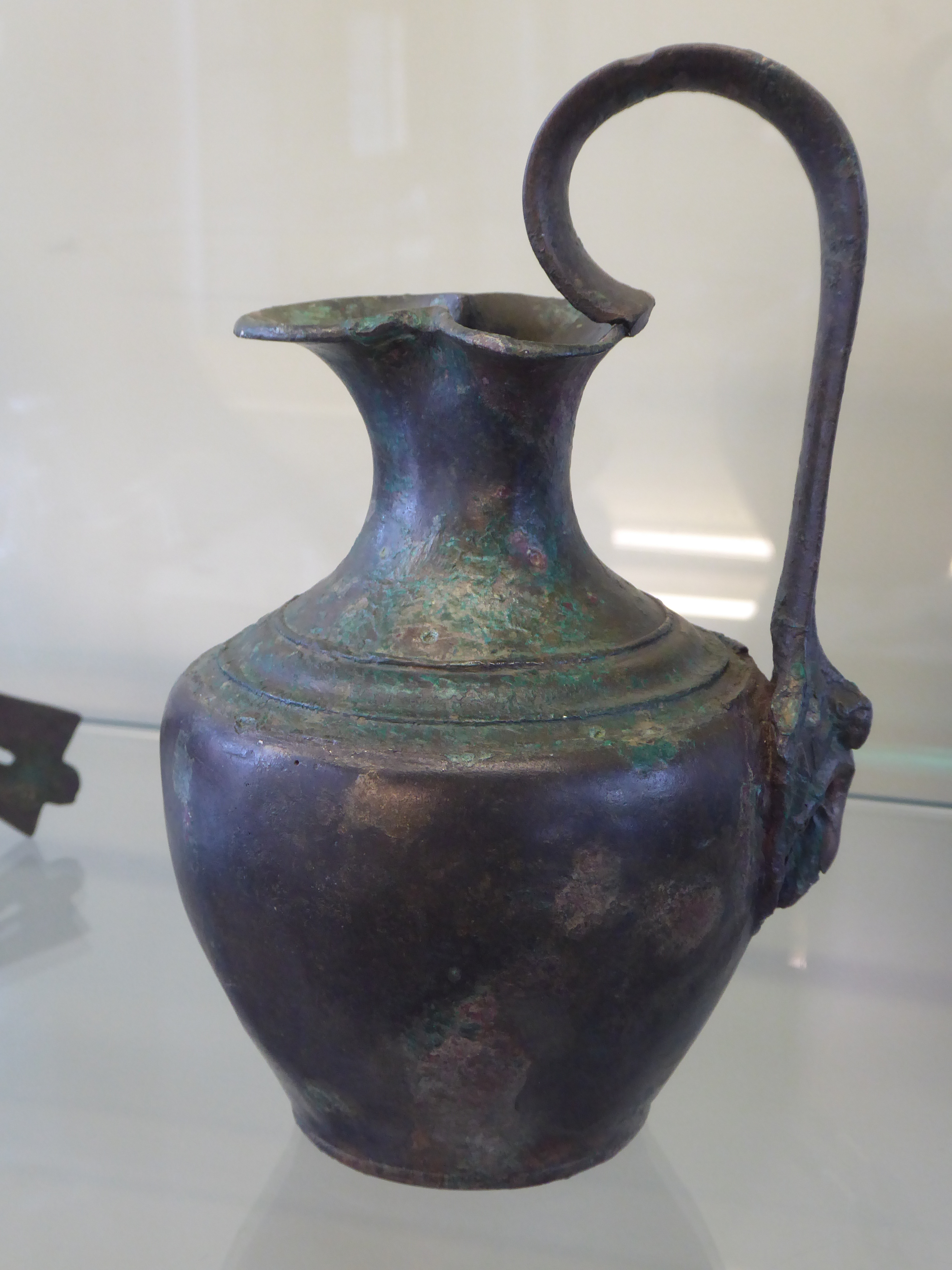
Œnochoé à col trilobé
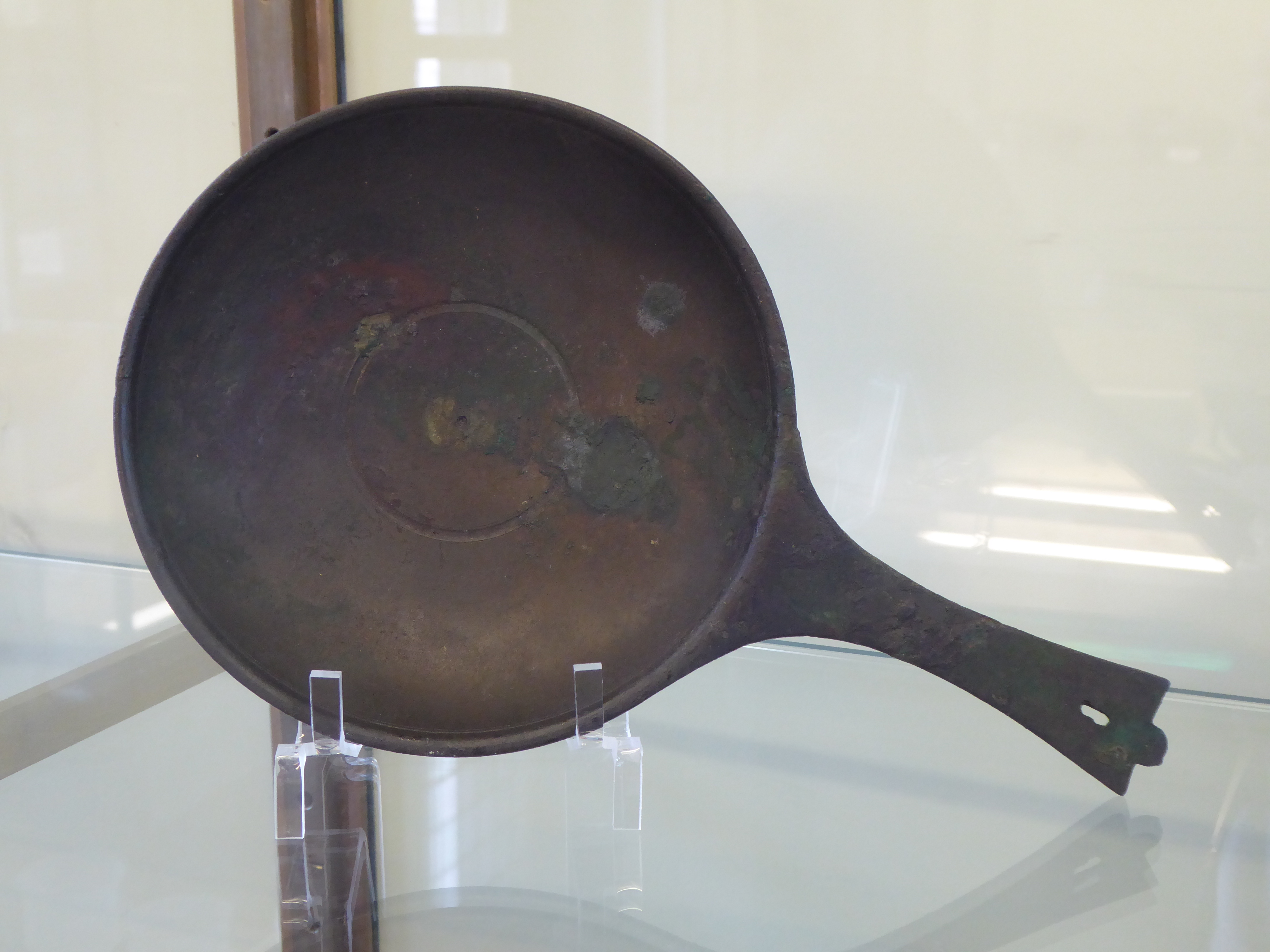
Patère
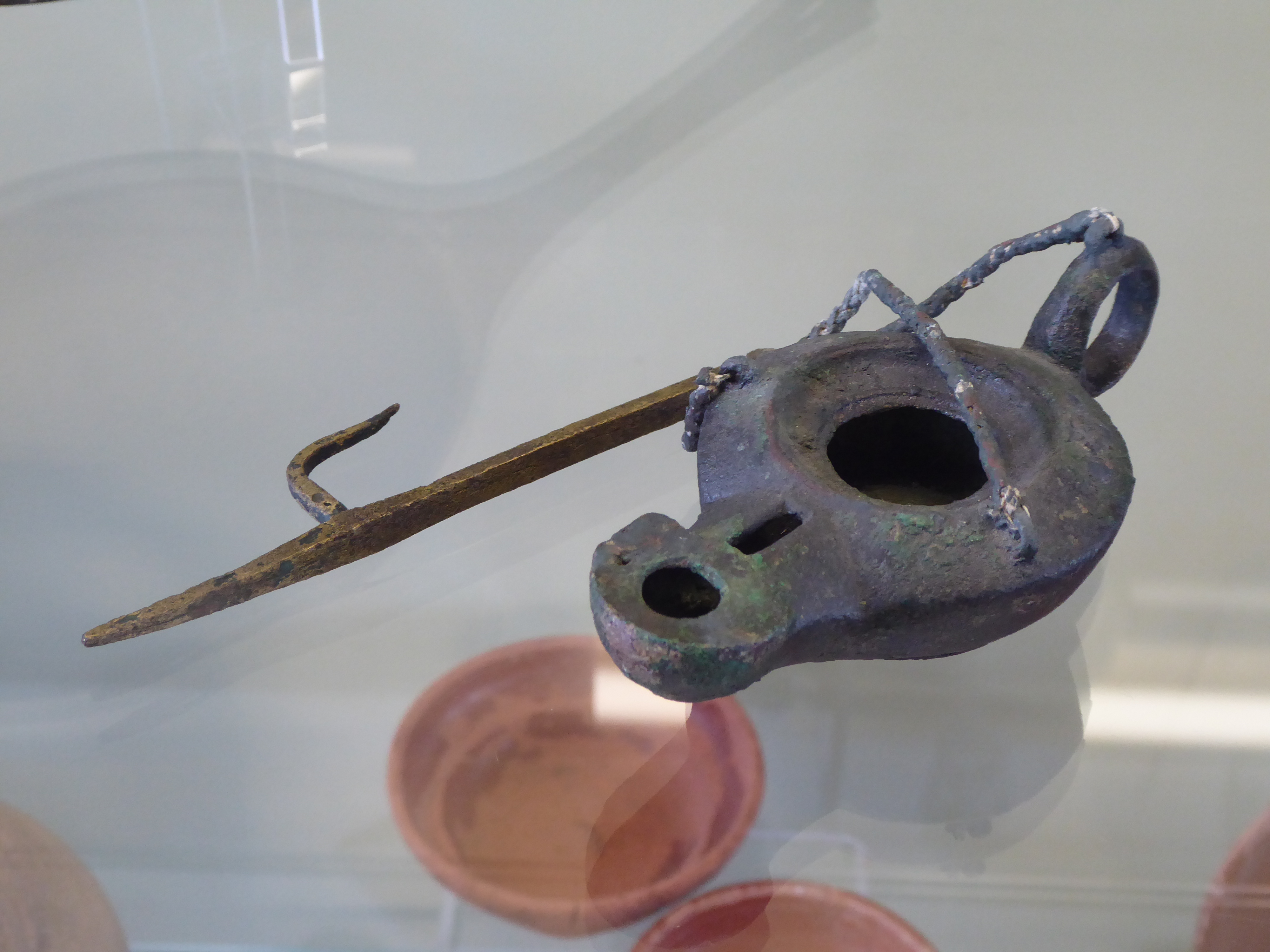
Lampe et sa suspension
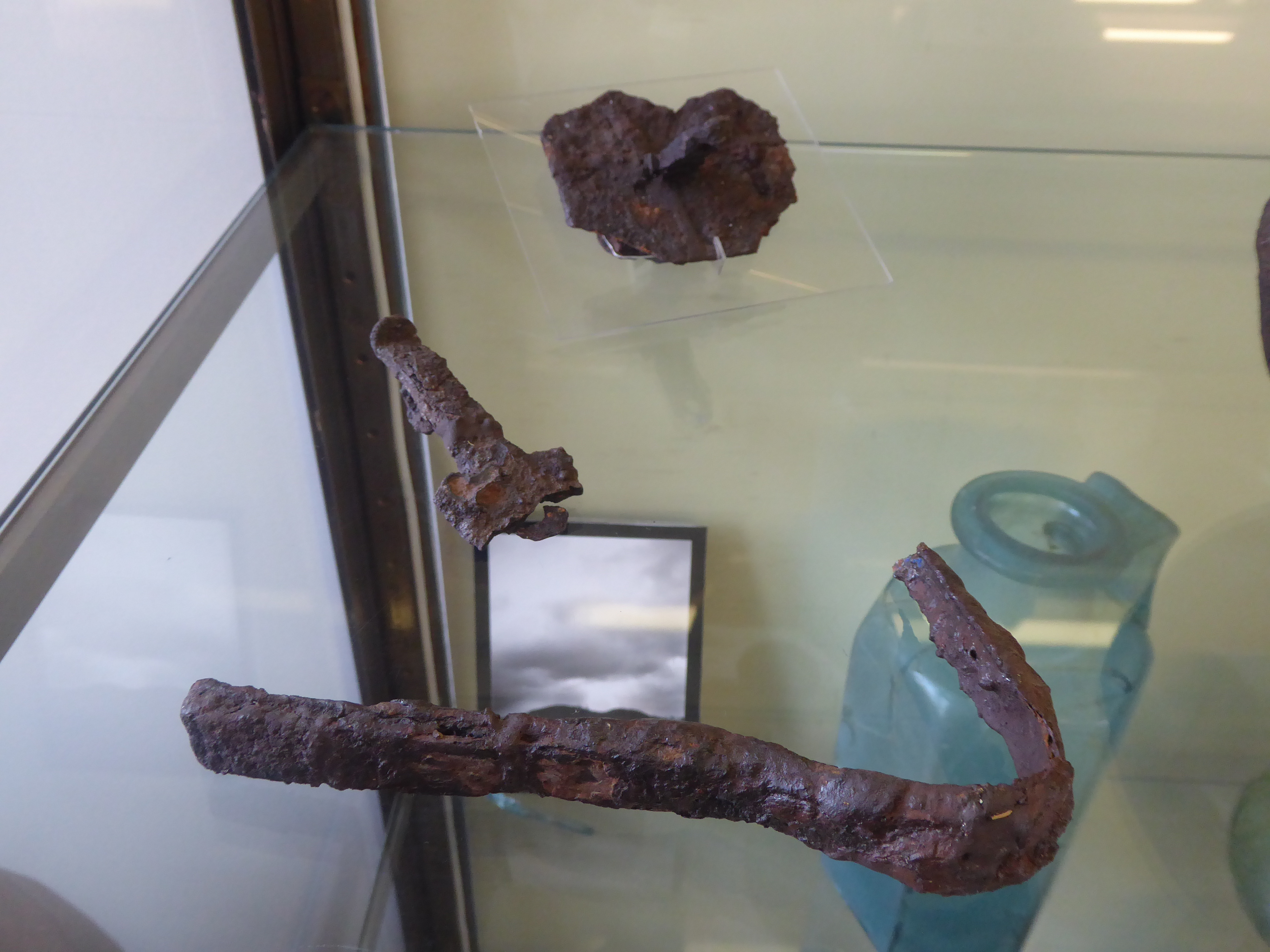
Strigile
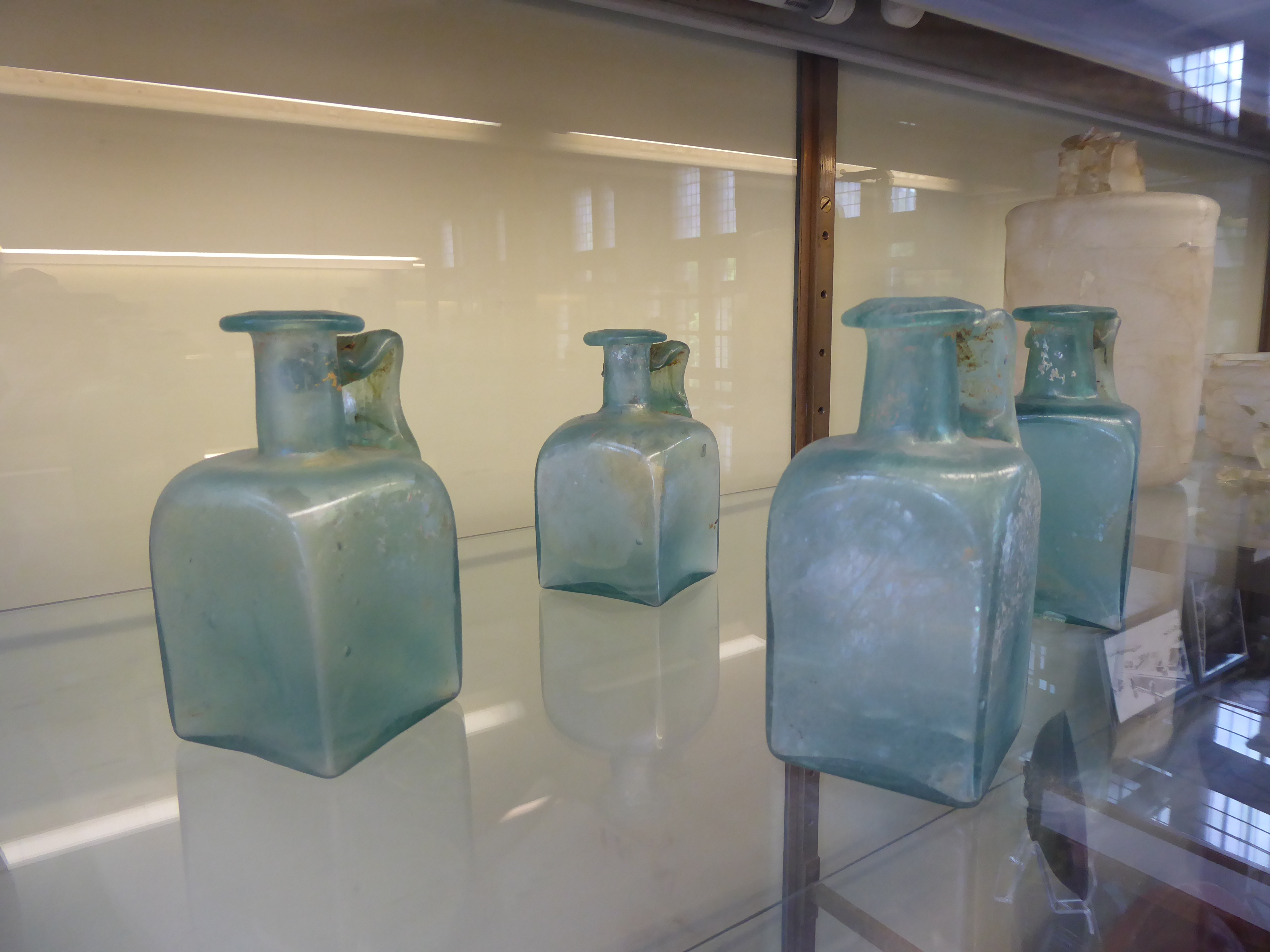
Quatre bouteilles
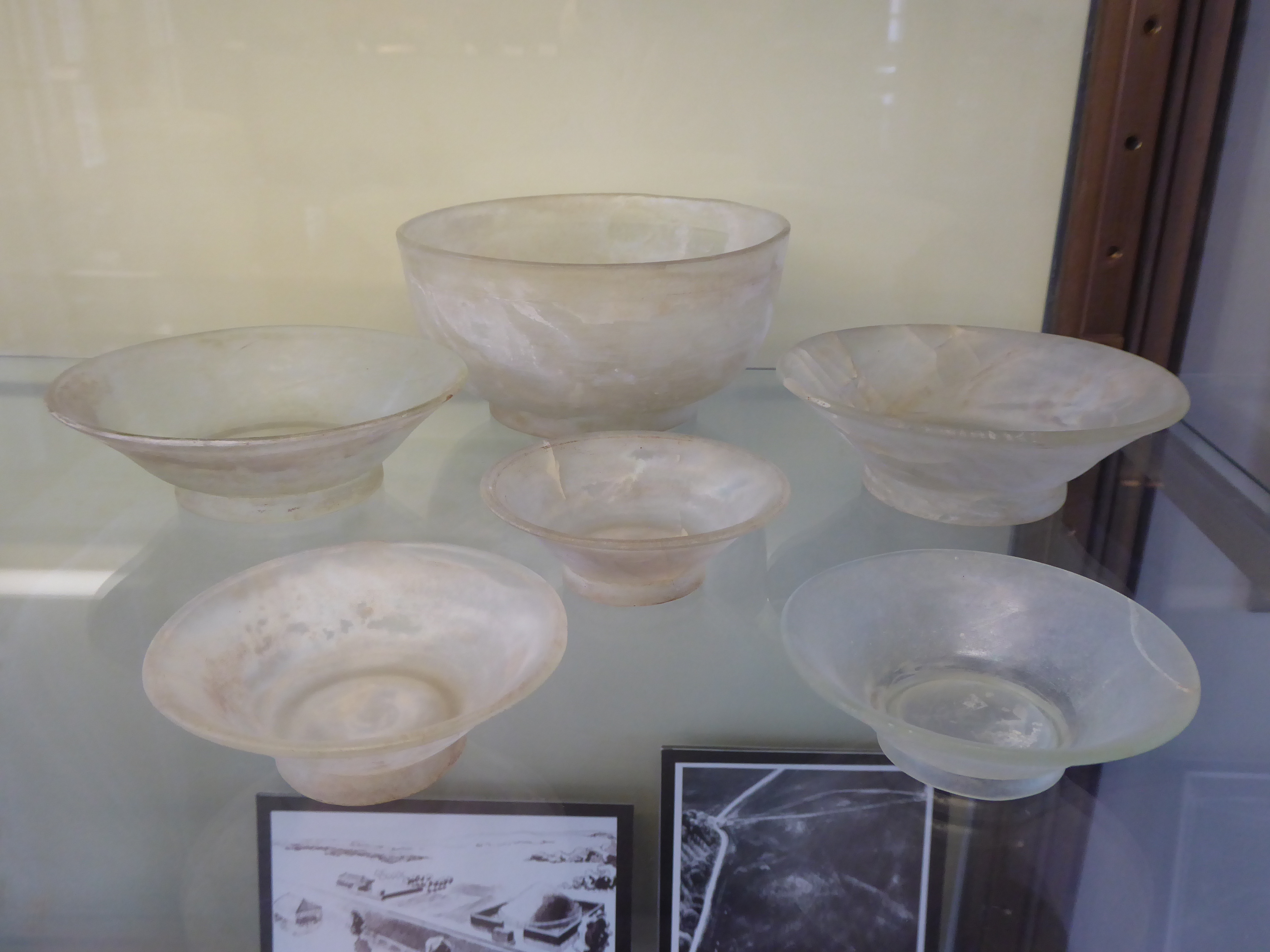
Six coupes
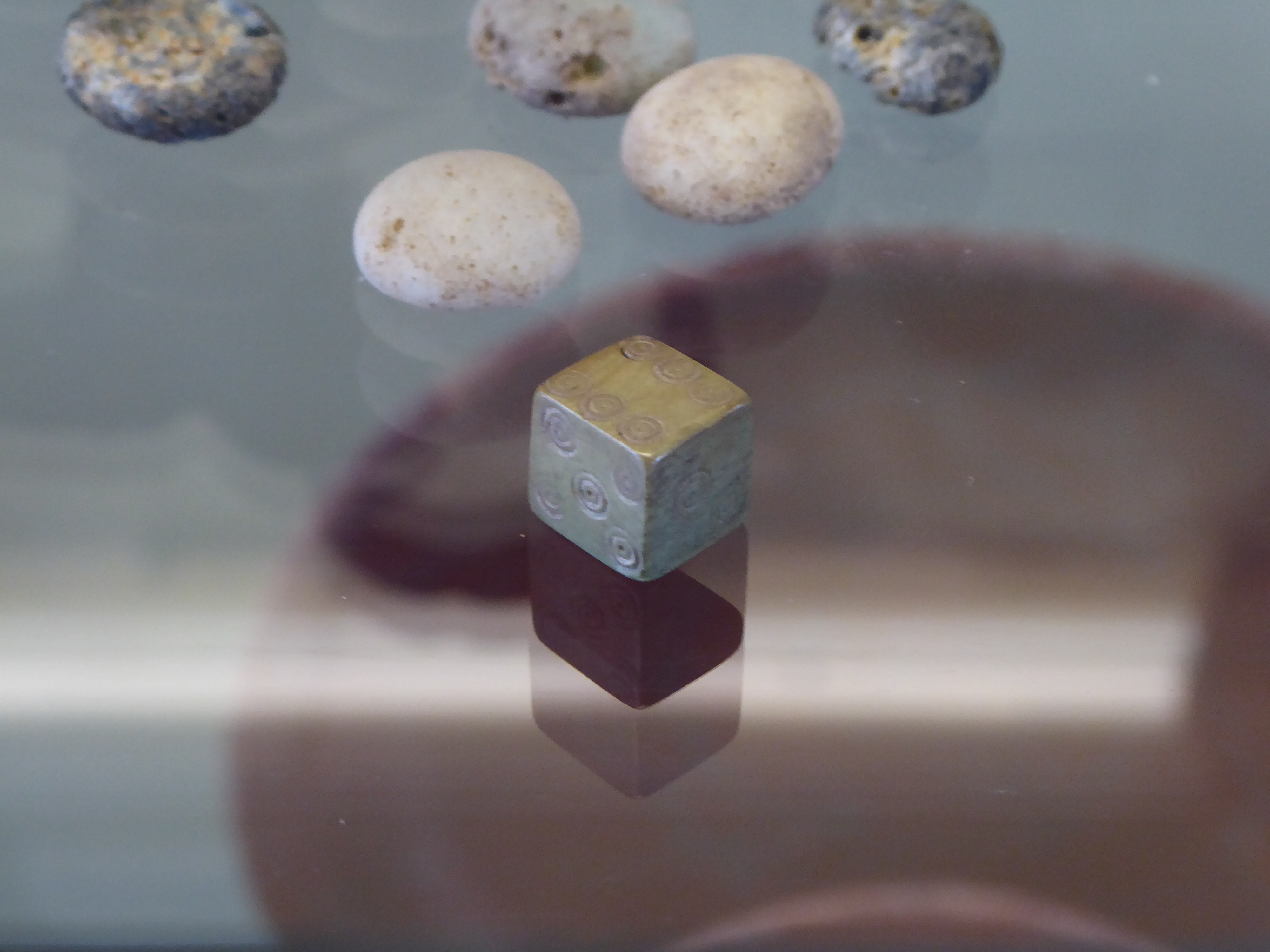
Dé à jouer